# Д'Артаньян та три мушкетери
«Д'Артаньян та три мушкетери» (рос. «Д'Артаньян и три мушкетёра») — радянський російськомовний багатосерійний музичний пригодницький фільм 1978 року за мотивами роману Александра Дюма «Три мушкетери», знятий на Одеській кіностудії. Режисер — Георгій Юнгвальд-Хількевич.

## Сюжет
Франція, початок XVII століття. Бідний гасконський дворянин д'Артаньян відправляється до Парижу для того, щоб вступити в роту королівських мушкетерів. В Мензі він наштовхується на чоловіка зі шрамом, затіває бійку і губить рекомендованого листа, що адресований пану де Тревілю. В Парижі він помічає цього таємного незнайомця і женеться за ним. На бігу він необережно штовхає пораненого Атоса, заподіявши йому біль, випадково ображає Портоса і Араміса, і всі троє викликають д'Артаньяна на дуель. На місці призначеної зустрічі Д'Артаньян і Атос вже готові схрестити свої шпаги, як раптом з'являється загін гвардійців кардинала. Мушкетери, до яких приєднується д'Артаньян, приймають рішення атакувати гвардійців і здобувають перемогу. Після цього д'Артаньян стає другом Атоса, Портоса і Араміса. Четверо друзів вступають у двобій із всесильним кардиналом Рішельє і підступною Міледі, рятують честь королеви Франції і беруть участь у війні з Англією і в облозі Ла-Рошелі. Після закінчення облоги Атос, Портос і Араміс збираються залишити військову службу, а д'Артаньян стає лейтенантом королівських мушкетерів. Вони домовляються зустрітися двадцять років потому.
- 1-ша серія — «Атос, Портос, Арамис и Д'Артаньян»;
- 2-ша серія — «Подвески королевы»;
- 3-тя серія — «Приключения продолжаются».

| Роль               | Актор                 |
| ------------------ | --------------------- |
| д'Артаньян         | Михайло Боярський     |
| Атос               | Веніамін Смєхов       |
| Араміс             | Ігор Старигін         |
| Портос             | Валентин Смирнитський |
| Констанція Бонасьє | Ірина Алферова        |
| Анна Австрійська   | Аліса Фрейндліх       |
| Міледі             | Маргарита Терехова    |
| Людовік XIII       | Олег Табаков          |
| де Тревіль         | Лев Дуров             |
| Кардинал Рішельє   | Олександр Трофімов    |
| граф Рошфор        | Борис Клюєв           |
| пан Бонасьє        | Леонід Каневський     |
| герцог Бекінгем    | Олексій Кузнєцов      |
| де Жюссак          | Володимир Балон       |
| Кетті              | Олена Циплакова       |
| Ла Шене            | Юрій Дубровін         |

## Зйомки
Фільм знімався у Львові та в Олеському, Підгорецькому та Свірзькому замках, що на Львівщині. Морські зйомки — в Одесі. Ла-Рошель — комбіновано Хотинський і Свірзькі замки.

## Знімальна група
- Автор сценарію: Марк Розовський
- Режисер-постановник: Георгій Юнгвальд-Хількевич
- Композитор: Максим Дунаєвський
- Оператор-постановник: Олександр Полинніков
- Художник-постановник: Лариса Токарєва
- Костюми: Тетяни Острогорської
- Режисери: С. Цивілько, Т. Чернова
- Оператор: Я. Озеровський
- Комбіновані зйомки: оператор — А. Сидоров, художник — Олексій Бокатов
- Художник по костюмах: О. Ненадович
- Художник по гриму: Павло Орленко
- Гримери: Л. Пілецька, М. Красняк
- Художники-декоратори: П. Холщевніков, А. Дьяченко
- Майстер світла: І. Мелехов
- Режисер монтажу: Т. Прокопенко
- Звукооператори: Едуард Гончаренко, Емануїл Сегал
- Пісні виконують: Михайло Боярський, Аліса Фрейндліх, О. Кузнєцов, Олександр Трофімов, Володимир Чуйкин, Веніамін Смєхов, Олена Дріацька, ансамбль «Коробейники»
- Текст пісень: Юрій Ряшенцев
- Балетмейстер: Юлій Плахт
- Інструментальний ансамбль «Фестиваль» п/к М. Дунаевського:
  - звукорежисер — Леонід Сорокін
  - диригент — Дмитро Атовмян
- Редактор: Е. Демченко
- Директор картини: Михайло Бялий